# Coelogyne longiana
Coelogyne longiana är en orkidéart som beskrevs av Leonid Vladimirovitj Averjanov.
Coelogyne longiana ingår i släktet Coelogyne och familjen orkidéer. Artens utbredningsområde är Vietnam. Inga underarter finns listade i Catalogue of Life.